# Nephelomyias lintoni
El mosquero de Linton  (Nephelomyias lintoni), también denominado mosqueta de franjas naranjas, mosquerito de franja naranja (en Perú) o mosqueta franjinaranja (en Ecuador) es una especie de ave paseriforme de la familia Tyrannidae perteneciente al género Nephelomyias. Es endémico de una pequeña región andina en América del Sur.

## Distribución yhábitat
Se distribuye por la ladera oriental de los cordillera de los Andes en el sur de Ecuador (Morona-Santiago, Azuay, Loja) y norte de Perú (Cerro Chinguela, en Piura y Cajamarca).
Esta especie es considerada localmente no poco común en sus hábitats naturales: el dosel y los bordes de selvas y bosques montanos de altitud, principalmente entre los 2250 y los 3200 m.

## Estado de conservación
El mosquero de Linton ha sido calificado como casi amenazado por la Unión Internacional para la Conservación de la Naturaleza (IUCN) debido a que su pequeña zona de distribución y su población, todavía no cuantificada, se presumen estar en decadencia moderadamente rápida como resultado de la pérdida de hábitat. Sin embargo, su zona todavía no está severamente fragmentada o restringida a pocas localidades.

## Sistemática

### Descripción original
La especie N. pulcher fue descrita por primera vez por el ornitólogo suizo – estadounidense Rodolphe Meyer de Schauensee en 1951 bajo el nombre científico Myiophobus lintoni; su localidad tipo es: «Mt. Imbana 2600-2800 m, Loja, Ecuador»; el holotipo, un macho adulto, recolectado el 20 de enero de 1948, se encuentra depositado en la Academia de Ciencias Naturales de la Universidad Drexel en Filadelfia, Estados Unidos, bajo el número ANSP 161854.

### Etimología
El nombre genérico femenino «Nephelomyias» se compone de las palabras del griego «nephelē» que significa ‘nube’, y «muia, muias» que significa ‘mosca’; en referencia al bosque nuboso, hábitat de los atrapamoscas del género; y el nombre de la especie «lintoni» coonmemora al empresario estadounidense Morris Albert Linton (n.1887).

### Taxonomía
Ohlson et al. (2009) presentaron datos genético-moleculares demostrando que el género Myiophobus era polifilético y como consecuencia las especies entonces denominadas Myiophobus pulcher, M. lintoni y M. ochraceiventris fueron transferidas a un nuevo género Nephelomyias, lo que fue reconocido mediante la aprobación de la Propuesta N° 425 al Comité de Clasificación de Sudamérica (SACC) (SACC).
Es monotípica.